# Мечи камък
Мечи камък е най-високият връх на Вискяр планина. Надморската му височина е 1077 м. Принадлежи към Завалско-Планската планинска редица на  Средногорието. Върхът е част от планинските първенци на България.